# Raphael Silva
Raphael Silva da Arruda (Cuiabá, 20 aprile 1992) è un calciatore brasiliano, difensore dell'Esteghlal.

## Palmarès

### Club

#### Competizioni nazionali
- Coppa del Re: 1

Al-Faisaly: 2020-2021
- Coppa d'Iran: 1

Esteghlal: 2024-2025